# Жила, Андриан Лаврентьевич
Андриан Лаврентьевич (Лаврович) Жила (26 мая 1938, Ростов-на-Дону — 23 января 2011, там же) — советский футболист, вратарь.

## Биография
Начал играть на взрослом уровне в 1956 году в составе ростовского «Торпедо», вскоре клуб был переименован в «Ростсельмаш». За три с половиной сезона сыграл более 50 матчей в составе клуба в классе «Б».
В ходе сезона 1959 года перешёл в другой ростовский клуб — СКВО, выступавший тогда в классе «А». Дебютный матч в чемпионате страны сыграл 6 июля 1959 года против московского «Локомотива» (1:2). Всего на высшем уровне выходил на поле в трёх матчах в июле-августе 1959 года.
В ходе сезона 1960 года вернулся в «Ростсельмаш», за который выступал следующие шесть лет. В общей сложности за 10 неполных сезонов в составе клуба (1956—1959, 1960—1965) сыграл 157 матчей в первенствах страны. В конце карьеры выступал за клубы Пятигорска и Шахт.
Скончался 23 января 2011 года в Ростове-на-Дону на 73-м году жизни.